# Pipradrol
Pipradrol (Meratran) là một chất kích thích hệ thần kinh trung ương nhẹ (chất ức chế tái hấp thu norepinephrine-dopamine) không còn được sử dụng rộng rãi ở hầu hết các quốc gia do lo ngại về khả năng lạm dụng của nó. Pipradrol vẫn được sử dụng ở một số nước châu Âu và thậm chí hiếm khi ở Hoa Kỳ.

## Lịch sử
Pipradrol được phát triển vào những năm 1940, và được sử dụng ban đầu để điều trị bệnh béo phì. Sau đó, nó được sử dụng để điều trị một loạt các tình trạng khác như chứng ngủ rũ, ADHD và đặc biệt nhất là để chống lại các triệu chứng của chứng mất trí nhớ do tuổi già, đây là ứng dụng duy nhất vẫn được sử dụng trong y tế.  Pipradrol tỏ ra hữu ích cho các ứng dụng này vì tác dụng kích thích tương đối nhẹ của nó mang lại cho nó một hồ sơ an toàn tốt so với các chất kích thích mạnh hơn. Nó cũng được nghiên cứu như một phương pháp điều trị phụ trợ cho trầm cảm và tâm thần phân liệt mặc dù nó không bao giờ được sử dụng rộng rãi cho các mục đích này.
Pipradrol đã được coi là bất hợp pháp ở nhiều quốc gia vào cuối những năm 1970, cùng lúc với nhiều loại thuốc khác có tiền sử lạm dụng. Tác dụng kích thích tương đối nhẹ của pipradrol có nghĩa là nó được lên kế hoạch theo các nhóm ít hạn chế hơn ở hầu hết các quốc gia (ví dụ Hạng C ở Vương quốc Anh và New Zealand) nhưng vẫn được coi là có khả năng lạm dụng đủ để trở thành một loại thuốc bất hợp pháp. Bây giờ nó là một hợp chất tối nghĩa hầu như không được biết đến như một loại thuốc lạm dụng bất hợp pháp, nhưng vẫn được sử dụng cho một số nghiên cứu khoa học, thường là một loại thuốc so sánh để thử nghiệm các chất kích thích khác.

## Liều
Liều dùng là từ 0,5 đến 4 miligam mỗi ngày, thường được dùng dưới dạng một liều vào buổi sáng vì thời gian tác dụng dài của pipradrol (lên đến 12 giờ) có nghĩa là mất ngủ có thể là vấn đề đặc biệt là nếu nó được sử dụng ở liều cao hơn hoặc dùng quá liều cuối ngày.

## Tác dụng phụ
Các tác dụng phụ thường gặp bao gồm mất ngủ, chán ăn, nhịp tim nhanh, lo lắng. Tác dụng phụ hiếm hơn bao gồm khô miệng, run, tăng huyết áp, hưng phấn, trầm cảm và rất hiếm khi bị rối loạn tâm thần hoặc co giật.